# Ophiorrhiza pauciflora
Ophiorrhiza pauciflora är en måreväxtart som beskrevs av Joseph Dalton Hooker. Ophiorrhiza pauciflora ingår i släktet Ophiorrhiza och familjen måreväxter. Inga underarter finns listade i Catalogue of Life.